# Renaissance sportive de Kénitra
Maillots
La Renaissance Sportive de Kénitra (en arabe : نهضة القنيطرة الرياضية), plus couramment abrégé en RS Kénitra, est un club marocain de football fondé en 1949 sous le nom de Club Athlétique de Port-lyautey et basé dans la ville de Kénitra (Port-lyautey anciennement).

## Histoire
Fondé en 1949 sous le nom du Club Athlétique Port-Lyautey par des marocains mené par feu haj Omar Al-Khattabi, le fils de Ali Al-Khattabi (frère aîné du moujahid Mohammed Ben Abdelkarim Al-Khattabi). La RSK a toujours été le 2e club de la ville de Kénitra.
En 1964, le club fusionne avec l'équipe Al-Alam et change son nom en devenant Renaissance Sportive de Kénitra. Cela n'a pas empêché les Guêpes de réaliser de très belles performances, comme d'atteindre la finale de la Coupe du Trône trois fois : en 1978, en 1982 (dont il été victime du refus d'un but valable par l'arbitre adjoint) et 1984. Le club a été relégué en deuxième division en 1986/87. Depuis, il n'a plus retrouvé l'élite.
La Renaissance a engagé au cours de la saison 2006-07, l'ex-international marocain du KAC, Khalifa Laâbd, pour prendre les destinés du club.

## Palmarès
- Botola Pro2 (1) :
  - Champion : 1981/82

- Coupe du Trône :
  - Finaliste : 1977/78, 1981/82 et 1983/84

- Coupe des coupes de la CAF :
  - 1er tour : 1985

## Bilan en première division
- 1981-82 : 11e
- 1982-83 : 14e
- 1983-84 : 11e
- 1984-85 : 14e
- 1985-86 : 18e
- 1986-87 : 12e (relégué en D2)

## Personnalités du club

### Présidents
- Omar Al-Khattabi (président-fondateur, de 1949 à 1969)
- Othmane Bensouda (2e président, de 1969 à 1980)
- Abdallah Zahnoun ( président )